# Bugs Bunny in Crazy Castle 3
Bugs Bunny in Crazy Castle 3 est un jeu vidéo d'action et de réflexion mettant en scène Bugs Bunny, un personnage de dessin animé mascotte de la Warner Bros. Le jeu est initialement sorti sur Game Boy au Japon, en 1997, sous le nom Soreyuke!! Kid: Go! Go! Kid (それゆけ！！ キッド Go! Go! Kid) avec le personnage Kid Klown, avant d'être porté sur Game Boy Color en 1999 avec des personnages des Looney Tunes. 